# ZP1
ZP1 ou zona protein 1 est une glycoprotéine constituant la zone pellucide de l'ovocyte. 
Chez l'espèce humaine, la zone pellucide comprend quatre glycoprotéines : ZP1, ZP2, ZP3 et ZPB, avec les gènes de même nom.
Le rôle de la ZP1 est de lier les filaments de ZP3 et ZP2 pour former la zone pellucide. Elle est dégradée lors de la réaction corticale. Elle se fixe également sur l'acrosome du spermatozoïde, jouant ainsi un rôle dans la fécondation.

## En médecine
Une mutation sur le ZP1 peut être responsable d'infertilité.